# 仲間 (ケツメイシの曲)
「仲間」（なかま）は2010年5月12日にトイズファクトリーから発売された、ケツメイシのメジャー18枚目・通算21枚目のシングル。

## 概要
「出会いのかけら」以来2年4か月ぶりのシングル。
テレビ朝日系ドラマ『ハガネの女』の主題歌。
デビュー以来、初のドラマ主題歌に使用される。

## チャート成績
オリコンチャートで初登場3位を獲得したが、初動売上が2003年の「太陽」以来5万枚を割り、累計売上も10万枚を割った。

## ミュージック・ビデオ
撮影場所は駿河台大学。同ドラマに出演している有村架純と第21回『ジュノン・スーパーボーイ・コンテスト』グランプリ受賞者の市川知宏が出演し､ ドラマ仕立てとなっている。

## 収録曲
作詞：ケツメイシ　作曲・編曲：ケツメイシ・YANAGIMAN（1.3.4）ケツメイシ・NAOKI-T（2）
1. 仲間（5：56）
2. スタジオKTM（5：45）
3. また旅（5：05）
4. 肉食系男子のススメ（4：20）